# Kobenz
Kobenz – gmina targowa w Austrii, w kraju związkowym Styria, w powiecie Murtal. Według Austriackiego Urzędu Statystycznego liczyła 1839 mieszkańców (1 stycznia 2015).